# Benjamin Mulahalilović
Benjamin Mulahalilović (* 21. Oktober 1998) ist ein bosnischer Fußballspieler.

## Karriere
Mulahalilović begann seine Karriere beim FC Faakersee. Zur Saison 2012/13 kam er in die AKA Kärnten. Im Juni 2014 spielte er erstmals für seinen Stammklub Faakersee in der sechsthöchsten Spielklasse. Zur Saison 2014/15 wechselte er in die Akademie des FK Austria Wien, in der er bis 2017 spielte. In der Saison 2016/17 kam er zudem für die Amateure der Wiener zum Einsatz, für die er zweimal in der Regionalliga Ost spielte.
Zur Saison 2017/18 wechselte er zu den Amateuren des Wolfsberger AC. Im August 2017 stand er auch erstmals im Profikader der Kärntner, für die er aber nie zum Einsatz kommen sollte. Für die Amateure absolvierte er 30 Partien in der dritthöchsten Spielklasse. Zur Saison 2018/19 wechselte Mulahalilović zum Regionalligisten FC Marchfeld Donauauen. In vier Spielzeiten im Marchfeld kam er zu 77 Ostligaeinsätzen, in denen er 13 Tore erzielte.
Zur Saison 2022/23 schloss sich der Mittelfeldspieler dem Zweitligisten SV Horn an, bei dem er einen bis Juni 2023 laufenden Vertrag erhielt. Sein Debüt in der 2. Liga gab er im Juli 2022, als er am ersten Spieltag jener Saison gegen den SK Sturm Graz II in der Startelf stand. Bei seinem Profidebüt, das Horn mit 2:1 gewann, erzielte er mit dem Treffer zum 1:0 auch prompt sein erstes Zweitligator. Insgesamt kam er zu 59 Zweitligaeinsätzen für Horn, in denen er achtmal traf.
Im Sommer 2024 wechselte Mulahalilović nach Finnland zum Erstligisten FC Lahti.